# Shawano
Shawano è un comune degli Stati Uniti d'America, situato nello Stato del Wisconsin, nella Contea di Shawano, della quale è il capoluogo.